# Arrondissement Châtellerault
Arrondissement Châtellerault je francouzský arrondissement ležící v departementu Vienne v regionu Poitou-Charentes. Člení se dále na 12 kantonů a 96 obcí.

## Kantony
- Châtellerault-Nord
- Châtellerault-Ouest
- Châtellerault-Sud
- Dangé-Saint-Romain
- Lencloître
- Loudun
- Moncontour
- Monts-sur-Guesnes
- Pleumartin
- Saint-Gervais-les-Trois-Clochers
- Les Trois-Moutiers
- Vouneuil-sur-Vienne